# Élections sénatoriales de 1998 dans les Alpes-Maritimes
Les élections sénatoriales dans les Alpes-Maritimes ont lieu le dimanche 27 septembre 1998. Elles ont pour but d'élire les sénateurs représentant le département au Sénat pour un mandat de six années.

## Contexte départemental
Lors des élections sénatoriales du 24 septembre 1989 dans les Alpes-Maritimes, quatre sénateurs ont été élus selon un mode de scrutin majoritaire à deux tours : deux UDF et deux  RPR.
Depuis, tous les effectifs du collège électoral des grands électeurs ont été renouvelés, avec les élections législatives françaises de 1997, les élections régionales françaises de 1998, les élections cantonales de 1994 et 1998 et les élections municipales françaises de 1995.

## Sénateurs sortants
| Sénateur | Sénateur        | Parti | Fonctions lors de l'élection en 1989                          |
| -------- | --------------- | ----- | ------------------------------------------------------------- |
|          | Pierre Laffitte | UDF   | Sénateur sortant, conseiller municipal de Saint-Paul-de-Vence |
|          | José Balarello  | DL    | Sénateur sortant, conseiller général, maire de Tende          |
|          | Charles Ginésy  | RPR   | Sénateur sortant, conseiller général, maire de Péone          |
|          | Honoré Bailet   | RPR   | Premier adjoint au maire de Nice                              |

## Présentation des candidats
Les nouveaux représentants sont élus pour une législature de 9 ans au suffrage universel indirect par les 1744 grands électeurs du département. 
Dans les Alpes-Maritimes, les sénateurs sont élus au scrutin majoritaire à deux tours.
| Candidats | Candidats            | Parti | Principale fonction                                            |
| --------- | -------------------- | ----- | -------------------------------------------------------------- |
|           | Louis Broch          | PCF   | Maire de La Trinité                                            |
|           | Sylvette de Lépinay  | PCF   | Conseillère municipale de Valbonne                             |
|           | Paul Cuturello       | PS    | Conseiller général, conseiller municipal de Nice               |
|           | Marc Daunis          | PS    | Conseiller régional, maire de Valbonne                         |
|           | Léon-Maurice Gillard | MEI   | Conseiller municipal de Roquefort-les-Pins                     |
|           | Pierre Laffitte      | UDF   | Sénateur sortant, conseiller municipal de Saint-Paul-de-Vence  |
|           | Gilles Cima          | UDF   | Adjoint au maire de Cannes                                     |
|           | José Balarello       | DL    | Sénateur sortant, conseiller général, maire de Tende           |
|           | Pierre Costa         | RPR   |                                                                |
|           | Roger Duhalde        | RPR   | Conseiller général, maire de Mougins                           |
|           | Solange Rodrigues    | RPR   | Conseillère municipale de Nice                                 |
|           | Pierre Pasquini      | RPR   | Maire de L'Île-Rousse                                          |
|           | Charles Ginésy       | RPR   | Sénateur sortant, président du conseil général, maire de Péone |
|           | Jacques Peyrat       | RPR   | Député, maire de Nice                                          |
|           | Gérard de Gubernatis | FN    | Conseiller régional                                            |

## Résultats
| Candidat et parti politique | Candidat et parti politique | Candidat et parti politique | Premier tour | Premier tour | Second tour | Second tour |
| Candidat et parti politique | Candidat et parti politique | Candidat et parti politique | Voix         | %            | Voix        | %           |
| --------------------------- | --------------------------- | --------------------------- | ------------ | ------------ | ----------- | ----------- |
|                             | José Balarello              | DL                          | 865          | 51,34        |             |             |
|                             | Charles Ginésy              | RPR                         | 761          | 45,16        | 835         | 50,27       |
|                             | Jacques Peyrat              | RPR                         | 721          | 42,79        | 825         | 49,67       |
|                             | Pierre Laffitte             | UDF                         | 637          | 37,80        | 814         | 49,01       |
|                             | Pierre Costa                | RPR                         | 422          | 25,04        | 484         | 29,14       |
|                             | Gilles Cima                 | UDF                         | 353          | 20,95        | 39          | 2,35        |
|                             | Pierre Pasquini             | RPR                         | 324          | 19,23        | 9           | 0,54        |
|                             | Roger Duhalde               | RPR                         | 295          | 17,51        | 8           | 0,48        |
|                             | Gérard de Gubernatis        | FN                          | 275          | 16,32        | 178         | 10,72       |
|                             | Paul Cuturello              | PS                          | 261          | 15,49        | 222         | 13,37       |
|                             | Marc Daunis                 | PS                          | 260          | 15,43        | 211         | 12,70       |
|                             | Louis Broch                 | PCF                         | 246          | 14,60        | 204         | 12,28       |
|                             | Sylvette de Lépinay         | PCF                         | 245          | 14,54        | Retrait     | Retrait     |
|                             | Solange Rodrigues           | RPR                         | 92           | 5,46         | 59          | 3,55        |
|                             | Léon-Maurice Gillard        | MEI                         | 26           | 1,54         | 1           | 0,06        |
|                             |                             |                             |              |              |             |             |
| Inscrits                    | Inscrits                    | Inscrits                    | 1 744        | 100,00       | 1 744       | 100,00      |
| Abstentions                 | Abstentions                 | Abstentions                 | 20           | 1,15         | 15          | 0,86        |
| Votants                     | Votants                     | Votants                     | 1 724        | 98,85        | 1 729       | 97,93       |
| Blancs et nuls              | Blancs et nuls              | Blancs et nuls              | 39           | 2,26         | 68          | 3,93        |
| Exprimés                    | Exprimés                    | Exprimés                    | 1 685        | 97,74        | 1 661       | 96,07       |